# Stazione di Lonato
La stazione di Lonato è una stazione ferroviaria della linea Milano-Venezia a servizio di Lonato del Garda.

## Storia
La stazione fu aperta all'esercizio pubblico il 22 aprile 1854 assieme al tronco Coccaglio-Brescia-Verona.
Durante la prima guerra mondiale fu capolinea del raccordo che aggirava la stazione di Desenzano e il viadotto ferroviario e che la congiungeva a San Martino della Battaglia. Il raccordo fu riattivato durante la seconda guerra mondiale e impiegato tra il 1944 e il 1947 dopo la distruzione del viadotto desenzanese a causa dei bombardamenti degli anglo-americani.

## Strutture e impianti
Il fabbricato viaggiatori è un edificio in muratura a pianta rettagolare. La parte centrale di entrambe le facciate sono caratterizzate da un colonnato di quattro elementi ornati con capitelli dorici. L'architrave del colonnato lato ferrovia sorregge un timpano.
Il piazzale si compone di tre binari: ai due di corsa, si aggiunge un raddoppio sul senso pari, adibito alle precedenze. È presente un fascio binari composto da diversi binari di scalo, per la composizione dei treni merci, per la rimessa dei mezzi d'opera e per le operazioni di presa e consegna da parte delle imprese private raccordate all'impianto.

## Movimento

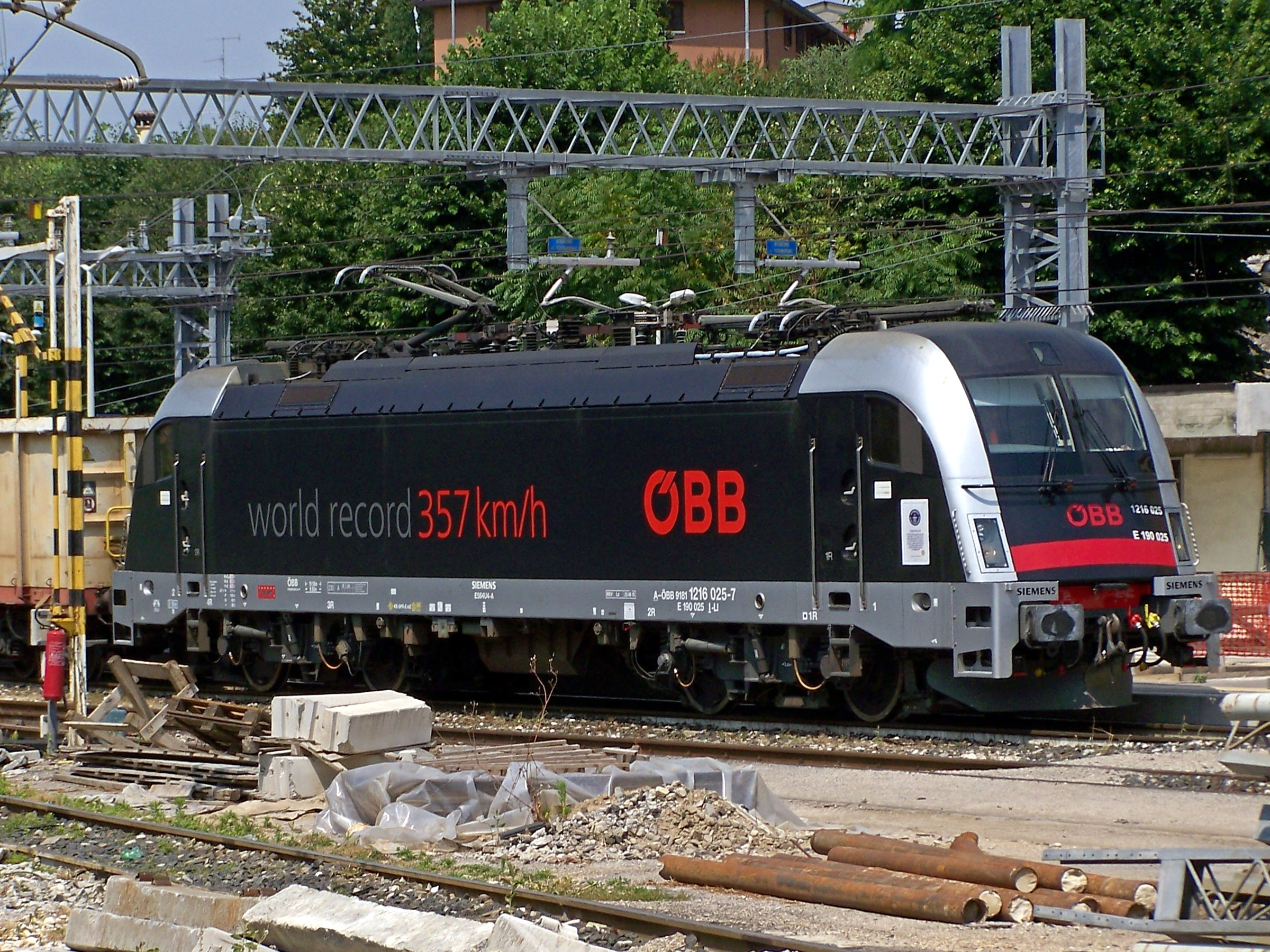
La locomotiva E.190.025 di Rail Cargo Italia manovra in stazione durante la composizione di un treno merci

L'esercizio è regolato dal Dirigente Centrale Operativo (DCO) di stazione di Verona Porta Nuova con l'Apparato centrale computerizzato multistazione (ACCM).
La stazione è servita solo nei giorni festivi da una coppia di treni regionali Trenord della relazione Brescia-Verona Porta Nuova, mentre nei feriali è presente un'autocorsa sostitutiva sempre della medesima relazione.
L'impianto è dotato di due raccordi: uno con l'impresa siderurgica Feralpi, l'altro con un rivenditore di automezzi.

## Servizi
- Biglietteria automatica